# Semireacție
O semireacție este o reacție de oxidare sau de reducere a unui component care participă la o reacție de oxido-reducere. Aceasta face referire la procesele individuale de schimbare a numerelor de oxidare pentru fiecare substanță din reacția redox. De cele mai multe ori, semireacțiile sunt utilizate pentru a descrie procesele individuale din celulele electrochimice (precum pila galvanică) care au loc la catod și la anod.

## Pila galvanică

Reprezentarea celulei galvanice

Un exemplu este pila galvanică. Ecuația reacției redox complete este:
Zn(s) + CuSO4(aq) → ZnSO4(aq) + Cu(s)
La anodul de zinc, are loc oxidarea, ceea ce se poate reprezenta prin semireacția:
Zn(s) → Zn2+ + 2e−
La catodul de cupru, are loc reducerea, ceea ce se poate reprezenta prin semireacția:
Cu2+ + 2e− → Cu(s)